# Aeródromo de Chiconcuac
El Aeródromo de Chiconcuac (Código DGAC: CHC) es un pequeño aeropuerto ubicado al sur de Chiconcuac, en el municipio de Xochitepec, Morelos. Cuenta con una pista de aterrizaje asfaltada de 845 metros de largo y 14 metros de ancho, tiene umbral desplazado de 75 metros en la cabecera 28 y 75 m en la cabecera 10, no tiene plataforma de aviación pavimentada, sin embargo cuenta con varios hangares destinados a aviación general.

## Accidentes e incidentes
- El 28 de julio de 1974 una aeronave Cessna 337D Super Skymaster con matrícula N85953 se estrelló mientras despegaba del Aeródromo de Chiconcuac, matando a uno de los 3 ocupantes y causando daños irreparables en la aeronave.[4][5]

- El 27 de mayo de 2017 se estrelló en campos de cultivo al intentar aterrizar en el aeródromo de Chiconcuac una aeronave liviana con matrícula XL-CHC. El incidente se debió a fallas mecánicas. los dos tripulantes resultaron ilesos y lograron huir a pie del lugar.[6][7][8]